# Altes Kraftwerk Lüderitz
Das Alte Kraftwerk Lüderitz (englisch Lüderitz Old Power Station) ist ein historisches Kohlekraftwerk in der namibischen Hafenstadt Lüderitz. Es liegt unmittelbar am Südatlantik. Es ist seit 1996 Teil der Lüderitz Waterfront.

## Geschichte und Nutzung
Das ehemalige Kraftwerk wurde zu Zeiten Deutsch-Südwestafrikas 1910/11 errichtet. Beim Bau kam trotz der unmittelbaren Nähe zum Meer korrosionsgefährdeter Stahl zum Einsatz. Sämtliche Baumaterialien wurden aus Deutschland importiert. Zu der Zeit war das Kraftwerk mit einer installierten Leistung von 1,5 MW das größte des Kontinents. Das durch die Lüderitzbuchter Elektrizitäts-Gesellschaft betriebene Kraftwerk hat die Koloniale Bergbau-Gesellschaft mit elektrischer Energie versorgt.
Eine Erweiterung des Baus erfolgte 1929. Das Kraftwerk wurde später in eine Meerwasserentsalzungsanlage umgewidmet.
Eine Sanierung und Umnutzung findet seit 2008 statt. Das historische Kraftwerk dient mit Stand 2024, nach langjähriger Renovierung für etwa 450 Millionen Namibia-Dollar, als Multifunktionsgebäude. Unter anderem befinden sich hier ein Campus der Namibia University of Science and Technology (NUST), Sportanlagen und das Namibia Maritime Museum, das größte Schifffahrts- und Meereskundemuseum Afrikas, und ein Restaurant. Zudem ist die Einrichtung eines Hotels und Krankenhauses vorgesehen. Verantwortlich für den Umbau zeichnet der namibische Architekt Bob Mould.